# 神舟二号
神舟二号试验飞船（简称神二）是神舟系列飞船中的第二艘无人试验飞船，它也是中国第一艘正样无人航天試验船，飞行任务最终完成，但曾出现多次意外状况。

## 任務经过
神舟二号飞船于北京时间2001年1月10日01时00分03.561秒在中国酒泉卫星发射中心发射升空，顺利进入预定轨道。
神舟二号飞船飞行期间，各种试验仪器设备性能稳定，工作正常，采集了大量宝贵的飞行试验数据。此时飞行，还首次在飞船上进行了微重力环境下的空间生命科学、空间材料、空间天文和物理等多领域的科学实验。
1月16日19时22分，神舟二号飞船順利在内蒙古中部的主着陆场上空返回，着陆任務部分成功。飞船在太空中运行了近七天，绕地球飞行了117圈。

## 载荷
神舟二号共搭载64件科学实验设备（返回舱15件，轨道舱12件，附加段37件），均为首次上天的正式产品。其中有进行空间材料科学试验的多工位空间晶体生长炉和空间晶体生长观察装置；有进行空间生命科学试验的空间蛋白质结晶装置和空间通用生物培养箱（装有石刁柏，圆红萝卜，蛋白核小球藻，鱼星藻，螺旋藻，果蝇，小型动物龟心肌组织，灵芝大肠杆菌，大鼠心肌细胞、胚胎、腿部肌肉等，共计19类25种植物、动物、水生生物、微生物、细胞和细胞组织，及15种蛋白质和其它生物大分子）；有进行空间天文观测的太阳和宇宙天体高能辐射监测仪，包括超软X射线探测器、X射线探测器和γ射线探测器；有进行空间环境探测的大气成分探测器、大气密度探测器和固体径迹探测器；有有效载荷公用系统，还有微重力测量仪等。

## 意外事件
2000年12月31日，負責運載神舟二号的长征二号F火箭因为一个操作失误，在垂直总装大楼内与工作平台意外相撞，導致火箭被碰伤18处。原定于2001年1月5日的发射被迫取消，火箭系统总指挥黄春平形容这一天是“20世纪最黑暗的一天”。后经检测分析，损伤在安全范围内，尤其是关键的火箭气管凭借最后几毫米的距离逃过一劫，避免了火箭报废。1月5日，经评审认定，发射可以继续进行，发射日期改为2001年1月10日。
神舟二号飞船返回的前一圈飞行中，距离再入还有一个半小时，飞船突然发生震荡，返回姿态不稳，轨道舱泄压，经研判，返回继续按原定计划进行。
据香港文汇报2016年报道神舟十一号任务时提及，神舟二号返回时，由於降落傘的一條繩索斷裂，返回艙偏離方向，因此落点不在常见的四子王旗阿木古郎草原，而是落到了幾十公里外的達茂旗境內。2017年5月16日，中国首任航天员杨利伟在接受采访时回忆，神舟二号返回試驗时，降落伞没有打开，如果人在里面必死无疑。這是官方首度公開提及神舟二号著陸期間異常的詳細情況，當時媒體在神舟二号使用的說法是「成功返回」，沒有任何照片，由於無備份傘，返回舱硬着陆，導致其中貨物有些許燒焦。不過總體而言，該船的在軌實驗成果與樣本被回收，因此預計的基本工作指標仍能够完成。